# 立富士祐司
立富士 祐司（たつふじ ゆうじ、1960年7月26日 - ）は、静岡県富士宮市出身で立浪部屋に所属した元大相撲力士。本名は渡辺 裕次（わたなべ ゆうじ）。177cm、132kg。最高位は東十両11枚目。得意技は左四つ、寄り。のちに立の富士 祐司（たつのふじ ゆうじ）とも名乗った。

## 経歴
相撲は小学生の時から取っていたが、当時はまだ本格的に取り組んではいなかった。しかし、中学校に入るとクラブ活動で本格的に始めた。静岡県立富士宮北高等学校へ進学した時には体重が100kgに達し、3年生の全国高等学校相撲選手権大会でも個人・団体の部で8位に入賞する活躍をした。国民体育大会(開催地：長野)に出場する前に就職先が決まっていたが、相撲選手権の活躍を聞いた立浪から勧誘され、好きな世界だったので就職を断ってから入門した。
1979年3月場所に初土俵。1985年7月場所に新十両。この場所は3勝12敗と 大敗し、1場所で幕下へ陥落。1986年5月場所に十両に復帰するが7勝8敗と負け越し、十両に在位したのはこの2場所のみに終わる。気分にムラがあり、良い時は鋭い出足で左四つから一気に出る積極的な攻めを見せたが、悪いときは立ち合いから変化したり引いてしまう消極的な取り口であったため、それが成績にも表れやすかった。1989年9月場所限りで廃業。その後はしばらく地元の製紙会社に勤務していたが、現在はマッサージ師を勤めている。

## 主な成績
- 通算成績：242勝197敗18休  勝率.551
- 十両成績：10勝20敗  勝率.333
- 現役在位：64場所
- 十両在位：2場所

### 場所別成績
| | 一月場所 初場所（東京） | 三月場所 春場所（大阪） | 五月場所 夏場所（東京） | 七月場所 名古屋場所（愛知） | 九月場所 秋場所（東京） | 十一月場所 九州場所（福岡） |
| --- | ----------------------- | ----------------------- | ----------------------- | --------------------------- | ----------------------- | --------------------------- |
| 1979年 （昭和54年） | x                       | （前相撲）              | 西序ノ口5枚目 7–0       | 西序二段21枚目 3–4          | 東序二段37枚目 6–1      | 東三段目77枚目 2–5          |
| 1980年 （昭和55年） | 東序二段12枚目 1–6      | 東序二段47枚目 2–1–4    | 東序二段82枚目 7–0      | 東三段目70枚目 5–2          | 西三段目32枚目 4–3      | 西三段目12枚目 3–4          |
| 1981年 （昭和56年） | 西三段目25枚目 5–2      | 西幕下59枚目 3–4        | 西三段目10枚目 3–4      | 東三段目21枚目 4–3          | 西三段目9枚目 5–2       | 東幕下49枚目 3–4            |
| 1982年 （昭和57年） | 西幕下59枚目 2–5        | 西三段目19枚目 2–5      | 西三段目43枚目 4–3      | 西三段目25枚目 6–1          | 西幕下44枚目 4–3        | 東幕下34枚目 4–3            |
| 1983年 （昭和58年） | 西幕下28枚目 3–4        | 西幕下40枚目 4–3        | 東幕下29枚目 5–2        | 西幕下15枚目 休場 0–0–7     | 西幕下51枚目 4–3        | 東幕下43枚目 2–5            |
| 1984年 （昭和59年） | 東三段目6枚目 5–2       | 東幕下43枚目 4–3        | 西幕下32枚目 4–3        | 西幕下22枚目 5–2            | 東幕下12枚目 6–1        | 西幕下2枚目 3–4             |
| 1985年 （昭和60年） | 東幕下7枚目 5–2         | 西幕下筆頭 3–4          | 西幕下5枚目 6–1         | 東十両11枚目 3–12           | 東幕下9枚目 4–3         | 東幕下7枚目 4–3             |
| 1986年 （昭和61年） | 西幕下2枚目 4–3         | 西幕下筆頭 4–3          | 西十両13枚目 7–8        | 東幕下2枚目 3–4             | 東幕下6枚目 3–4         | 東幕下11枚目 2–5            |
| 1987年 （昭和62年） | 西幕下25枚目 5–2        | 西幕下14枚目 3–4        | 西幕下20枚目 5–2        | 西幕下10枚目 3–4            | 東幕下16枚目 3–4        | 西幕下26枚目 3–4            |
| 1988年 （昭和63年） | 西幕下37枚目 5–2        | 東幕下21枚目 休場 0–0–7 | 西三段目筆頭 4–3        | 西幕下49枚目 6–1            | 東幕下24枚目 3–4        | 西幕下35枚目 5–2            |
| 1989年 （平成元年） | 西幕下16枚目 3–4        | 東幕下22枚目 3–4        | 東幕下32枚目 4–3        | 西幕下24枚目 3–4            | 西幕下33枚目 引退 6–1–0 | x                           |
| 各欄の数字は、「勝ち-負け-休場」を示す。 優勝 引退 休場 十両 幕下 三賞：敢=敢闘賞、殊=殊勲賞、技=技能賞 その他：★=金星 番付階級：幕内 - 十両 - 幕下 - 三段目 - 序二段 - 序ノ口 幕内序列：横綱 - 大関 - 関脇 - 小結 - 前頭（「#数字」は各位内の序列） |                         |                         |                         |                             |                         |                             |

## 改名歴
- 立富士 祐司（たつふじ ゆうじ）1979年3月場所 - 1985年9月場所
- 立の富士 祐司（たちのふじ ゆうじ）1985年11月場所 - 1989年9月場所